# Brasão de armas da Nicarágua

O brasão de armas da Nicarágua foi aprovado pela primeira vez em 21 de Agosto de 1823 (tal como o brasão da América Central), mas sofreu várias alterações durante o curso da História, até a última versão de 1999.

## Significado
O triângulo indica igualdade, o arco-íris significa paz, o gorro frigio (barrete frígio) simboliza a liberdade e os cinco vulcões expressam a união e a fraternidade entre todos os cinco países da América Central.